# Ethnikos Achna
Maillots
Dernière mise à jour : 1er juillet 2024.
Le Athlitikós Ethnikos Achna (en grec moderne : Αθλητικός Εθνικός Άχνας), plus couramment abrégé en Ethnikos Achna, est un club chypriote de football fondé en 1968 et basé dans la ville d'Achna.

## Historique
- 1968 : fondation du club
- 2006 : victoire en Coupe Intertoto

## Palmarès
| Compétitions nationales | Compétitions internationales          |
| --- | ------------------------------------- |
| - Coupe de Chypre : - Finaliste : 2001-2002 et 2021-2022. - Championnat de Chypre de deuxième division (2) : - Champion : 2005-2006 et 2011-2012. | - Coupe Intertoto : - 3e tour : 2006. |

## Personnalités du club

### Présidents
- Kíkis Filíppou

### Entraîneurs
| - Stéphane Demol (2008 - 2009) - Panicos Orphanides (2009 - 2010) - Čedomir Janevski (2011 - 2012) - Stephen Constantine (décembre 2012 - février 2013) | - Danilo Dončić (2015 - 2016) - Valdas Ivanauskas (2016 - 2017) - Panayiotis Ergomitis (2017) - Giorgi Chikhradze (2017 - 2018) | - Panayiotis Ergomitis (2018) - Dean Klafurić |

### Anciens joueurs
Abdelkrim Kissi